# Honey Brook
Honey Brook is een plaats (borough) in de Amerikaanse staat Pennsylvania, en valt bestuurlijk gezien onder Chester County.

## Demografie
Bij de volkstelling in 2000 werd het aantal inwoners vastgesteld op 1287. In 2006 is het aantal inwoners door het United States Census Bureau geschat op 1439, een stijging van 152 (11,8%).

## Geografie
Volgens het United States Census Bureau beslaat de plaats een oppervlakte van 1,3 km², geheel bestaande uit land. Honey Brook ligt op ongeveer 269 m boven zeeniveau.

## Plaatsen in de nabije omgeving
De onderstaande figuur toont nabijgelegen plaatsen in een straal van 16 km rond Honey Brook.